# Munera
Munera község Spanyolországban, Albacete tartományban. Lakosainak száma 3395 fő (2024).

## Földrajza
Munera El Bonillo, Villarrobledo, La Roda és Lezuza községekkel határos.

## Népesség
A település lakosságának változását az alábbi diagram mutatja:
| Lakosok száma | 4029 | 3997 | 3921 | 3843 | 3812 | 3678 | 3627 | 3435 | 3433 | 3395 |
|               | 2001 | 2004 | 2006 | 2009 | 2011 | 2014 | 2016 | 2019 | 2021 | 2024 |